# Guanlu (sockenhuvudort i Kina, Sichuan Sheng, lat 32,34, long 106,97)
Guanlu (kinesiska: 关路) är en sockenhuvudort i Kina. Den ligger i provinsen Sichuan, i den sydvästra delen av landet, omkring 330 kilometer nordost om provinshuvudstaden Chengdu. Antalet invånare är 9 060. Befolkningen består av 4 471 kvinnor och 4 589 män. Barn under 15 år utgör 21,0 %, vuxna 15-64 år 68 %, och äldre över 65 år 9,0 %.
Runt Guanlu är det ganska tätbefolkat, med 166 invånare per kvadratkilometer. Närmaste större samhälle är Dongyu, 14,8 km väster om Guanlu. I omgivningarna runt Guanlu växer i huvudsak blandskog.
Genomsnittlig årsnederbörd är 1 461 millimeter. Den regnigaste månaden är juli, med i genomsnitt 314 mm nederbörd, och den torraste är december, med 5 mm nederbörd.